# Brighton International 1995
Il Brighton International 1995 è stato un torneo femminile di tennis giocato sul sintetico indoor. È stata la 18ª edizione del Brighton International, che fa parte della categoria Tier II nell'ambito del WTA Tour 1995. Si è giocato a Brighton in Gran Bretagna, dal 16 al 22 ottobre 1995.

## Campionesse

### Singolare
Mary Joe Fernández ha battuto in finale  Amanda Coetzer con il punteggio di 6–4, 7–5

### Doppio
Meredith McGrath /  Larisa Neiland hanno battuto in finale   Lori McNeil /  Helena Suková con il punteggio di 7–5, 6–1